# Urusvuori
Urusvuori est un quartier du district Maaria-Paattinen à Turku en Finlande,.

## Description
Urusvuori est situé au sud de l'aéroport de Turku à six kilomètres du centre-ville de Turku. 
La zone est classée comme une zone industrielle et de circulation.

## Transports
Urusvuori est traversé  par la route nationale 9 et par la route principale 40.
Urusvuori est desservi par les bus 1, 22, 22C, 21, 21A et 21B.